# Вулиця Святогеоргіївська
Ву́лиця Святогеоргіївська — вулиця у Металургійному районі міста Кривий Ріг.

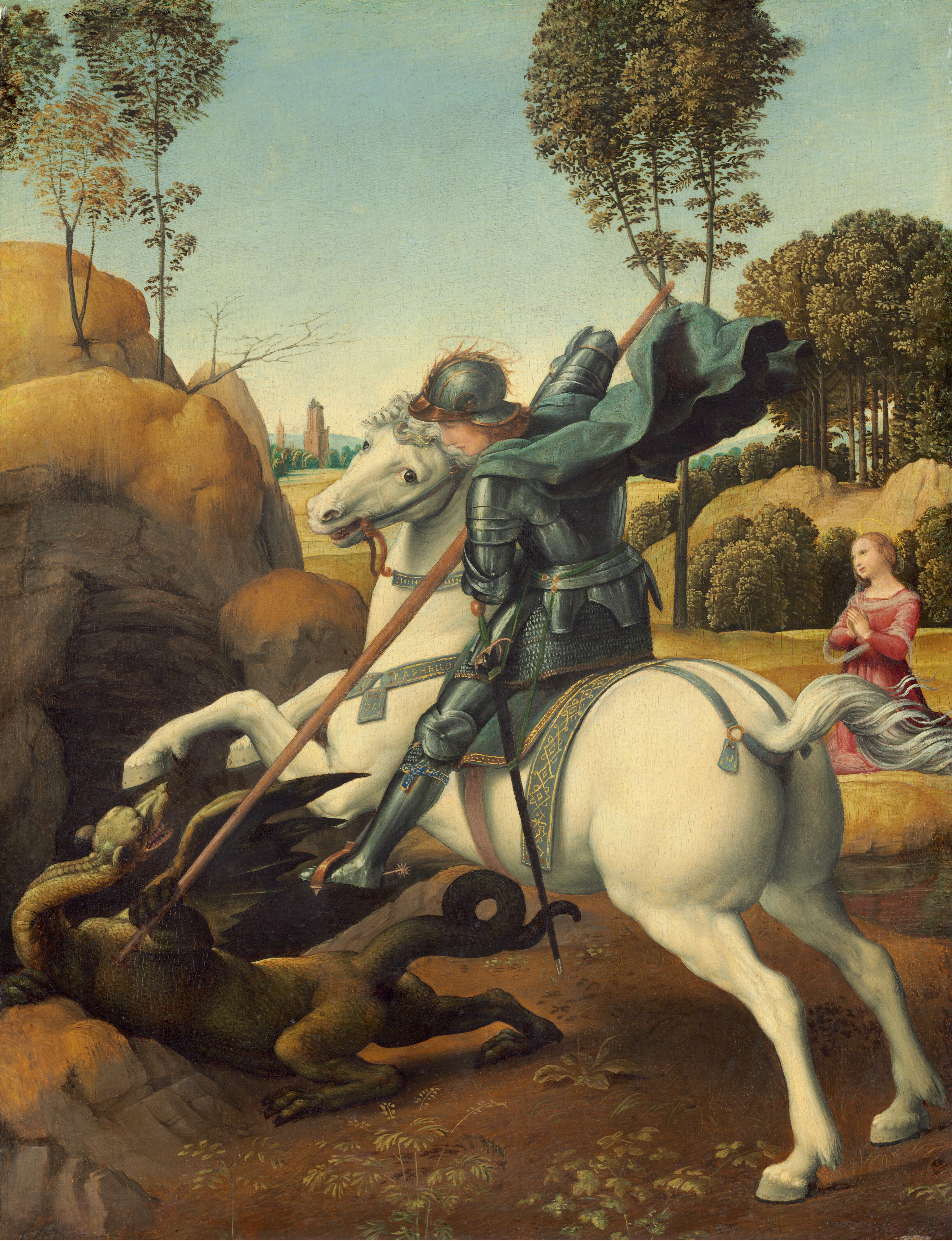
Георгій Змієборець

## Історія
До середини 1980-х років носила назву "вулиця Трамвайна".
З 1980-х років вулиця носила назву на честь Федіра Федоровича Рязанова, Героя Соціалістичної Праці, директора Криворіжсталі в 1940-1941, 1947-1959 роках.
Згідно розпорядженням голови ОДА від 19 травня 2016 року № Р-223/0/3-16 вулицю Рязанова перейменували на вулицю Святогеоргіївську.
Вулиця носить назву на честь римського воїна, мученика Георгія Переможця (Змієборця).

## Перехресні вулиці
- вулиця Володимира Бизова
- проспект Миру

## Прилеглі вулиці
- Нікопольське шосе
- вулиця Мармурова
- вулиця Балкова
- вулиця Олени Степанів
- вулиця Сергія Шерстюка
- вулиця Бруно
- вулиця Соборності
- вулиця Юрія Камінського
- вулиця Залізорудна
- вулиця Іллі Гайдука